# Ontholestes
Az Ontholestes  a rovarok (Insecta) osztályának bogarak (Coleoptera) rendjéhez, ezen belül a mindenevő bogarak (Polyphaga) alrendjéhez és a holyvafélék (Staphylinidae) családjához tartozó nem.

## Elterjedésük
Az egész Földön elterjedt nem, 31 fajuk van nyilvántartva.

## Jellemzőik
Testük alapszíne fekete, de fajonként eltérő eloszlású szürkés-drapp színű szőrfoltok tarkítják (innen ered magyar nevük: márványos holyvák). Fejük négyszögletű, rágóik erősek. Csápjuk fonalas. Az állkapcsi tapogató utolsó íze rövidebb, mint a következő. Az előtoruk oldalpereme oldalról végig jól látható. Az előtor hátának elülső szögletei hegyesszögűek.
Lábszáruk töviseket visel, elülső lábfejeik kiszélesedett. Valamennyi lábfejük 5 ízű.

## Életmódjuk
Nedves réteken, legelőkön találhatjuk meg az ide tartozó fajokat, ahol trágyán, gombásodó szénán ragadozó életmódot folytatnak. Alkalomadtán dögön, rothadó gombán is előfordulnak.
A holyvák többségétől eltérően nappal is lehet velük találkozni; könnyen kapnak szárnyra is.

## Magyarországon előforduló fajok
- Sárgatérdű holyva (Ontholestes haroldi) (Eppelsheim, 1884)
- Márványos holyva (Ontholestes murinus) (Linnaeus, 1758)
- Cifra holyva (Ontholestes tessellatus) (Geoffroy, 1785)

## Fordítás
- Ez a szócikk részben vagy egészben  az   Ontholestes című orosz Wikipédia-szócikk ezen változatának fordításán alapul.  Az eredeti cikk szerkesztőit annak laptörténete sorolja fel. Ez a jelzés csupán a megfogalmazás eredetét és a szerzői jogokat jelzi, nem szolgál a cikkben szereplő információk forrásmegjelöléseként.